# Igre uloga
Ovaj članak govori o društvenim igrama koje ne spadaju u računalne igre. Za računalne igre uloga (RPG) pogledajte Računalne igre uloga.
Igre uloga (eng. role-playing game) su društvene igre u kojima sudjeluje barem dva, ali najčešće barem tri, igrača. U igri uloga svaki igrač vodi jednu (ili više) uloga. Igrač govori što njegov lik radi, a priča s ostalim igračima (i voditeljem) neki put kao s igračima i voditeljem a neki put kao da njegov lik priča s likovima igrača i likom kojeg trenutno vodi voditelj. Kaže se da igrač "vodi" svog lika.
Voditelj nije igrač već osoba koja vodi sve likove koje ne vode igrači, a s kojima igrači interagiraju (razgovaraju, bore se itd.). Također, uloga voditelja je da svojim opisivanjem i događajima koje nameće likovima vodi neku priču koja je samo njemu poznata, tj. igrači ne znaju unaprijed što će se dogoditi.

## Primjer igre
Igru je teško objasniti, ali vrlo ju je lako pokazati na primjeru. Evo jednog izvadka iz igre (potpuno je izmišljena za potrebu ovog članka):
Igraju dva igrača i jedan voditelj. Svaki igrač vodi jednog lika.
Prvi lik je Gnurgh - bivši skupljač otpada na planetu XZ-Q, a drugi lik je Zvnn - bivši filozof.
Oba su rođena na planetu XZ-Q i igra se odvija na tom planetu.
Voditelj: OK, polako pada noć. U pustinji je hladno. Posvuda su hrpe otpada, neke svijetle zbog radijacije, ali u nijednoj se ne možete zaštititi od hladnoće.
Igrač 1: Možemo u onima od radijacije - one su tople ne?
Voditelj: Da, možete, ali nije preporučljivo ako želite da vam likovi žive duže od jutra...
Igrač 2: (Igraču 1) Idemo se popeti na najvišu hrpu u blizini da pogledamo ima li negdje neko selo ili slično.
Igrač 1: Može. (Voditelju) Gledamo koja je najviša hrpa otpada.
Voditelj: S vaše lijeve strane je jedna dosta visoka. Međutim, u njoj ima radioaktivnosti.
Igrač 2: (Igraču 1) Idem ja, ja sam otporniji na to nego ti.
Igrač 1: OK, kako hoćeš.
Igrač 2: (Voditelju) Penjem se na hrpu.
Voditelj: (Bacajući kockicu i provjeravajući rezultat) OK, no na pola puta si krivo stao i veliki komad hrpe se raspao otkrivajući da ono što svijetli u biti nije radioaktivni otpad nego čudan svijetleći krug sakriven u hrpi. Ne izgleda kao da je napravljen od materije...
I tako dalje.
Voditelj ne mora pratiti zadanu radnju. Može ubacivati svoje stvari ili mijenjati radnju po želji, a možda i ovisno o postupcima igrača.

## Povijest
Jedna od prvih i najpopularnijih igara uloga, Dungeons & Dragons doprinijela je prvoj fazi razvoja ovog žanra igranja. Također je nastavila inovirati kroz svoja razna izdanja i postavila mnoge bitne standarde i inspiracije među igrama uloga.